# Inman Park
Inman Park là một khu phố ở phía đông của Atlanta, Georgia và khu ngoại ô được lên hoạch định đầu tiên. Nó được đặt tên theo Samuel M. Inman.

## Lịch sử
Khu phố Inman Park ngày nay bao gồm các khu vực ban đầu được chỉ định 
- Inman Park (hôm nay là Khu lịch sử Inman Park)
- Moreland Park (ngày nay là Khu lịch sử Inman Park-Moreland)
- một phần của Copenhill Park (tài sản trên Atlantis, phía nam của Highland, và phía bắc của Sinclair và một khối Austin)
- Các khu công nghiệp cũ ở phía tây, hiện đang phát triển hỗn hợp bao gồm Inman Park Village và North Highland Steel

Khu vực này là một phần của chiến trường trong trận Atlanta năm 1864.

### Ngoại ô đầu tiên dùng xe điệncủa Atlanta
Inman Park đã được lên kế hoạch vào cuối những năm 1880 bởi Joel Hurt, một kỹ sư xây dựng và bất động sản, dự định tạo ra một ốc đảo nông thôn kết nối với thành phố bằng đường xe điện đầu tiên của Atlanta, dọc theo Edgewood Avenue. Công ty East Atlanta Land đã mua lại và phát triển hơn 130 mẫu Anh ở phía đông thành phố và Hurt đặt tên vùng ngoại ô mới theo tên người bạn và người cộng sự của mình, Samuel M. Inman. Joseph Forsyth Johnson được thuê làm nhà thiết kế cảnh quan cho Inman Park, người đã có các thiết kế đường phố uốn lượn và sử dụng tự do không gian mở trong kế hoạch của mình.
Giống như những phát triển mới trên khắp nước Mỹ vào thời điểm đó, nhưng trái ngược hoàn toàn với thái độ thịnh hành trong khu phố ngày nay, Inman Park được hình thành và phát triển như một cộng đồng tách biệt.
Moreland Park ngược lại được phát triển như một tòa nhà truyền thống, gia tăng các phân khu phụ, điều trái ngược với kế hoạch lớn cho Inman Park.

### Sự suy vong

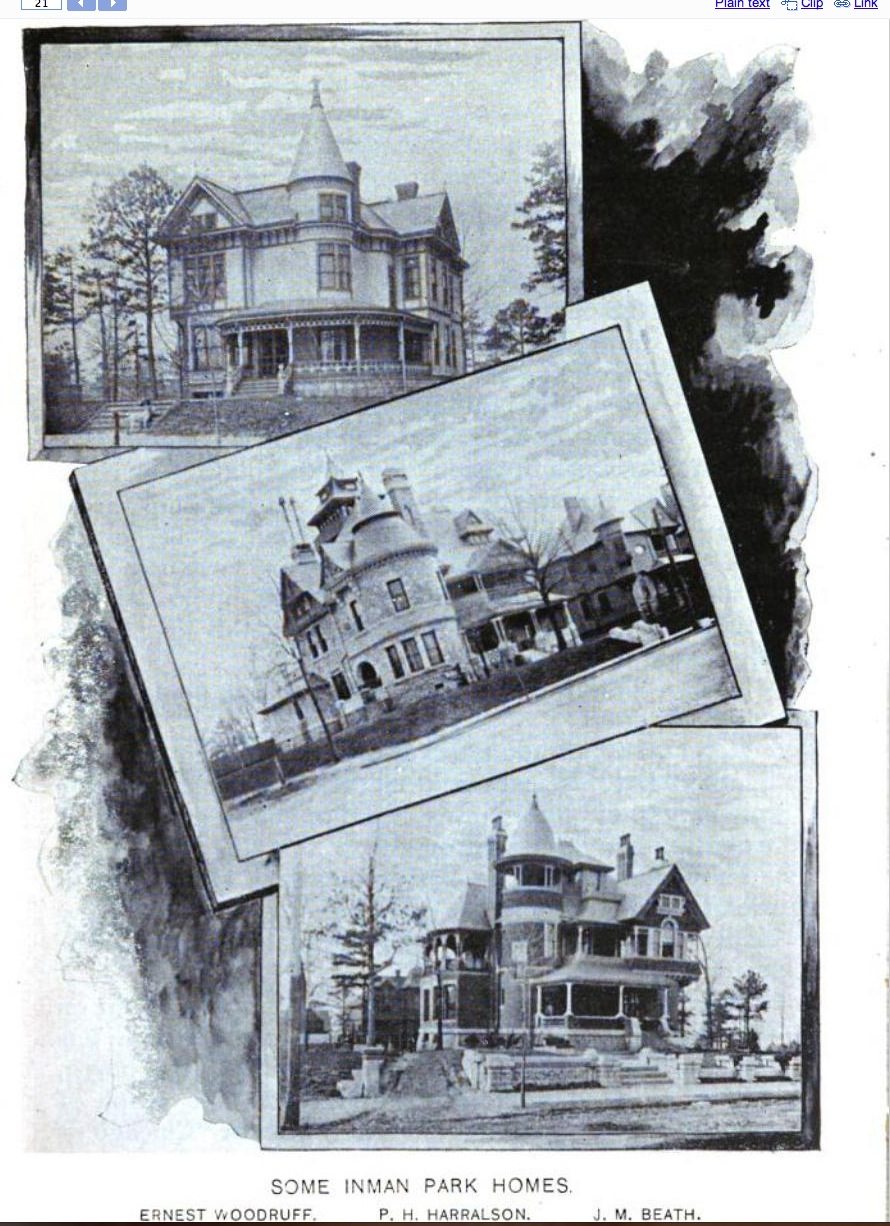
Bản phác thảo của ba ngôi nhà Inman Park, năm 1895; Ngôi nhà của Ernest Woodruff đứng đầu; Ngôi nhà Beath-Dickey ở dưới cùng

Sự xuất hiện của ô tô cho phép tầng lớp thượng lưu Atlantans sống ở ngoại ô xa hơn về phía bắc từ nơi làm việc ở trung tâm thành phố, chẳng hạn như Morningside và bây giờ được coi là Buckhead. Inman Park trở nên ít phong cách hơn và kiến trúc Victoria dường như đã có niên đại. Các biệt thự đã được chia thành các căn hộ.

### Khu vực lân cận đầu tiên của Atlanta
Lái xe qua khu phố trên đường để thẩm định cửa sổ kính màu trong nhà của Judge Durwood T. Pye trên Poplar Circle, Robert Griggs bị hút bởi kiến trúc phi thường của Ngôi nhà Beath-Dickey, sau đó là một căn nhà cho thuê. Ông và đối tác của mình, Robert Aiken, đã mua ngôi nhà và khôi phục nó thành một căn nhà ở của một gia đình. Lối khôi phục này sau đó đã được mọi người khôi phục nhà cửa làm theo; thành lập sự phục hồi Inman Park, hiệp hội khu phố; và tạo ra một bản tin khu phố, một câu lạc bộ vườn để phục hồi không gian công cộng, và một trường mầm non. Để quảng bá sự tiến bộ mà họ đang thực hiện, họ bắt đầu một Tour of Homes với một lễ hội nhỏ, đã phát triển thành Lễ hội Inman Park rất nổi tiếng, được tổ chức vào mỗi mùa xuân.

### Inman Park hôm nay
Sau nhiều thập kỷ phục hồi và đổi mới, Inman Park bây giờ được coi là một khu phố được yêu thích bởi sự hấp dẫn với sự pha trộn giữa những căn nhà cho thuê, nhà có chủ sở hữu và nhà chung cư. Được xây dựng đã qua nhiều thập kỷ, khu nhà ở hiện nay nằm trong khoảng từ những tòa tháp nhỏ của thị trấn nhỏ đến các biệt thự thời Victoria lúc phát triển ban đầu, được trộn lẫn với các biệt thự ba tầng có đủ kích cỡ. Chúng được xây dựng trong ba thập niên đầu của thế kỷ 20. Kể từ khi bắt đầu đổi mới, ý thức mạnh mẽ của cộng đồng đã làm cho Inman Park khác biệt. Hiệp hội khu phố luôn chào đón người thuê nhà và chủ nhà như nhau, với số tiền danh nghĩa hàng năm, trong khi Lễ hội Inman Park thu hút hàng chục ngàn du khách mỗi mùa xuân, mang cư dân lại cùng nhau để sản xuất lễ hội tình nguyện viên lớn nhất ở Georgia. Trung tâm của lễ hội là Tour of Homes, nơi trưng bày nhiều loại kích cỡ và loại nhà ở trong khu phố.
Các khu công nghiệp cũ ở phía tây của khu phố đã được tái phát triển thành khu phức hợp được sử dụng hỗn hợp. Vị trí cũ của General Pipe và Foundry hiện giờ là Công ty Thép Highland và nhà máy giấy Mead hiện nay nằm ở làng Inman Park. Vào đầu những năm 1990, Atlanta Stove Works đã được chuyển đổi bằng cách đổi tên 2 chữ cái và trở thành Atlanta Stage Works, một trung tâm sản xuất phim và truyền thông, cuối cùng là các xưởng phim Tyler Perry Film và National Aids Quilt. Vào năm 2015, nó đã được chuyển đổi thành một không gian văn phòng và nhà hàng hỗn hợp.

## Địa lý
Inman Park được bao bọc bởi: 
- Đường mòn BeltLine Eastside ở phía tây, bên kia là Phường thứ tư
- Freedom Parkway ở phía bắc, nằm trên Poncey-Highland
- Đại lộ Moreland ở phía đông, nằm ở đó là Candler Park
- Đại lộ DeKalb ở phía nam, trên đó có Cabbagetown và Reynoldstown Quận

Huyện Little Five Points tọa lạc tại Inman Park và Candler Park, giao nhau tại Đại lộ Moreland và Euclid / McClendon.

## Kiến trúc

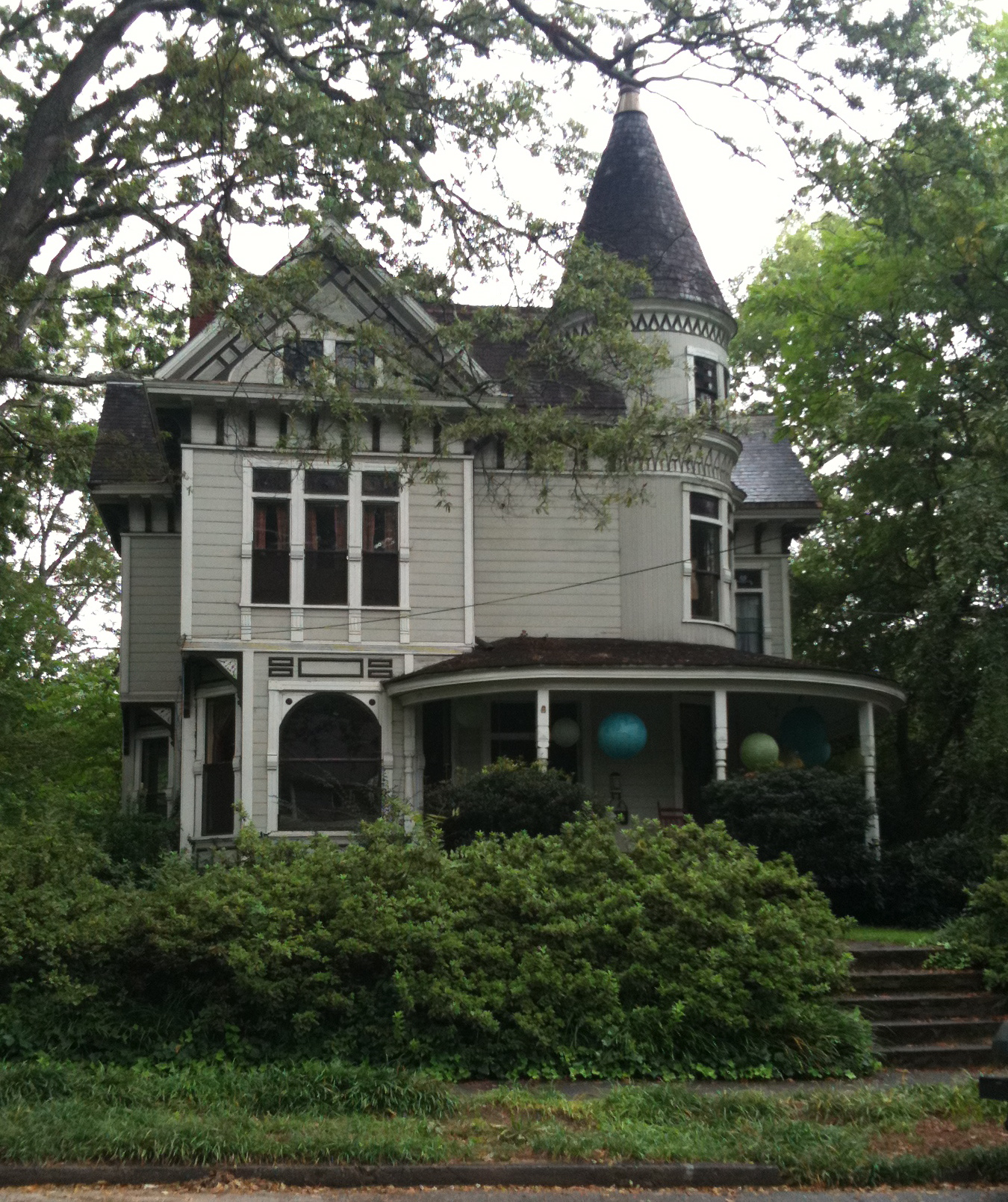
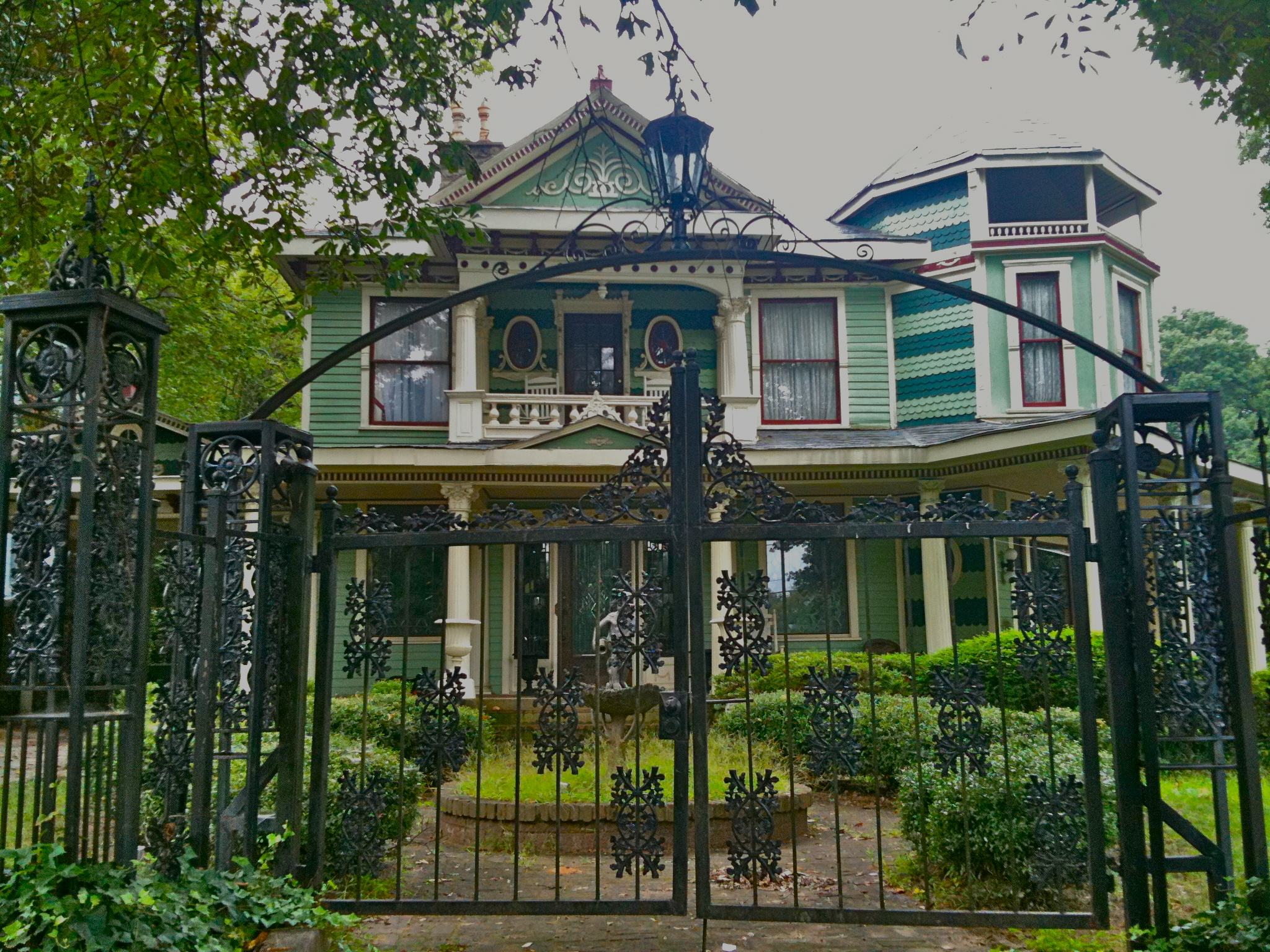
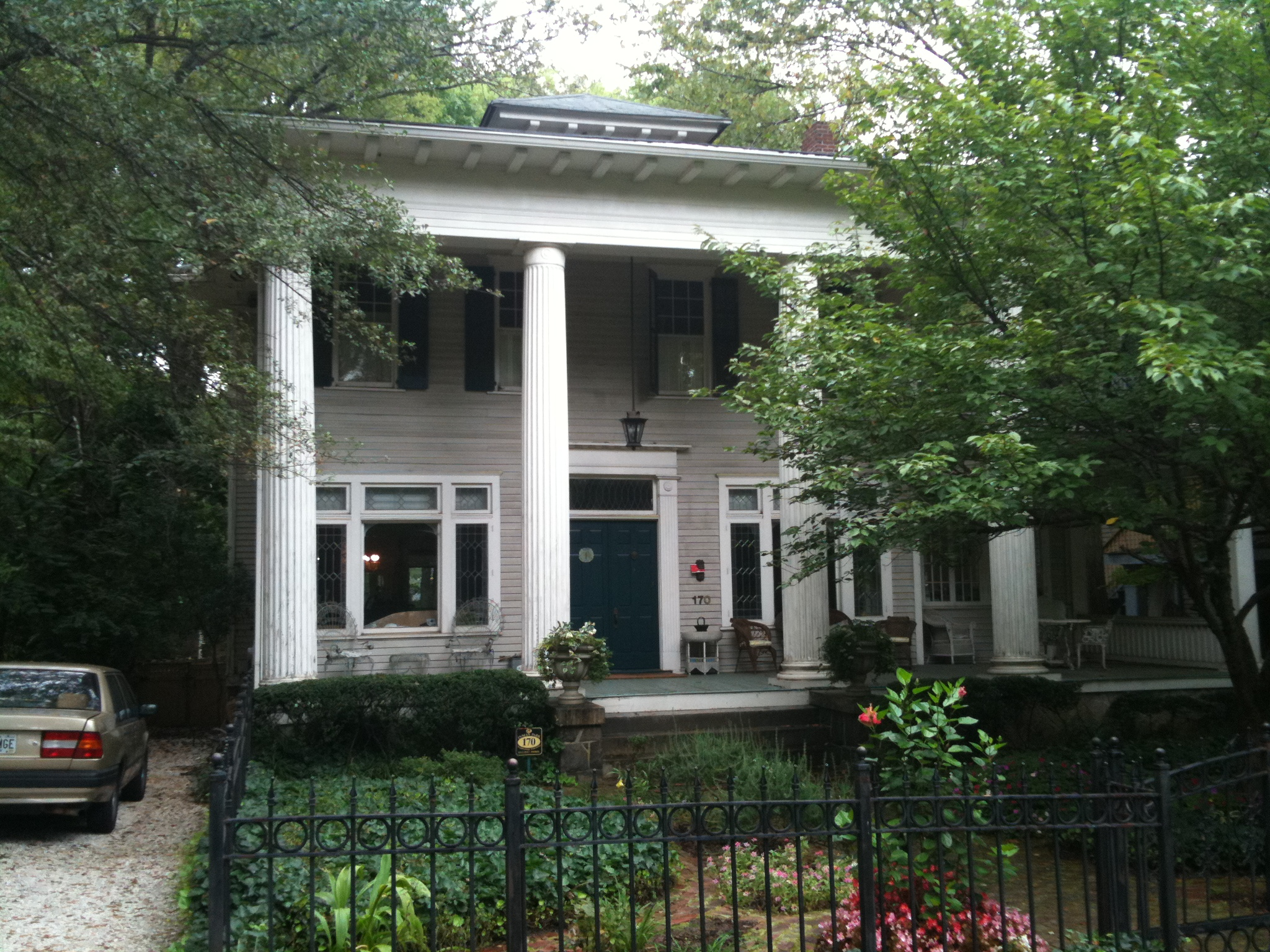
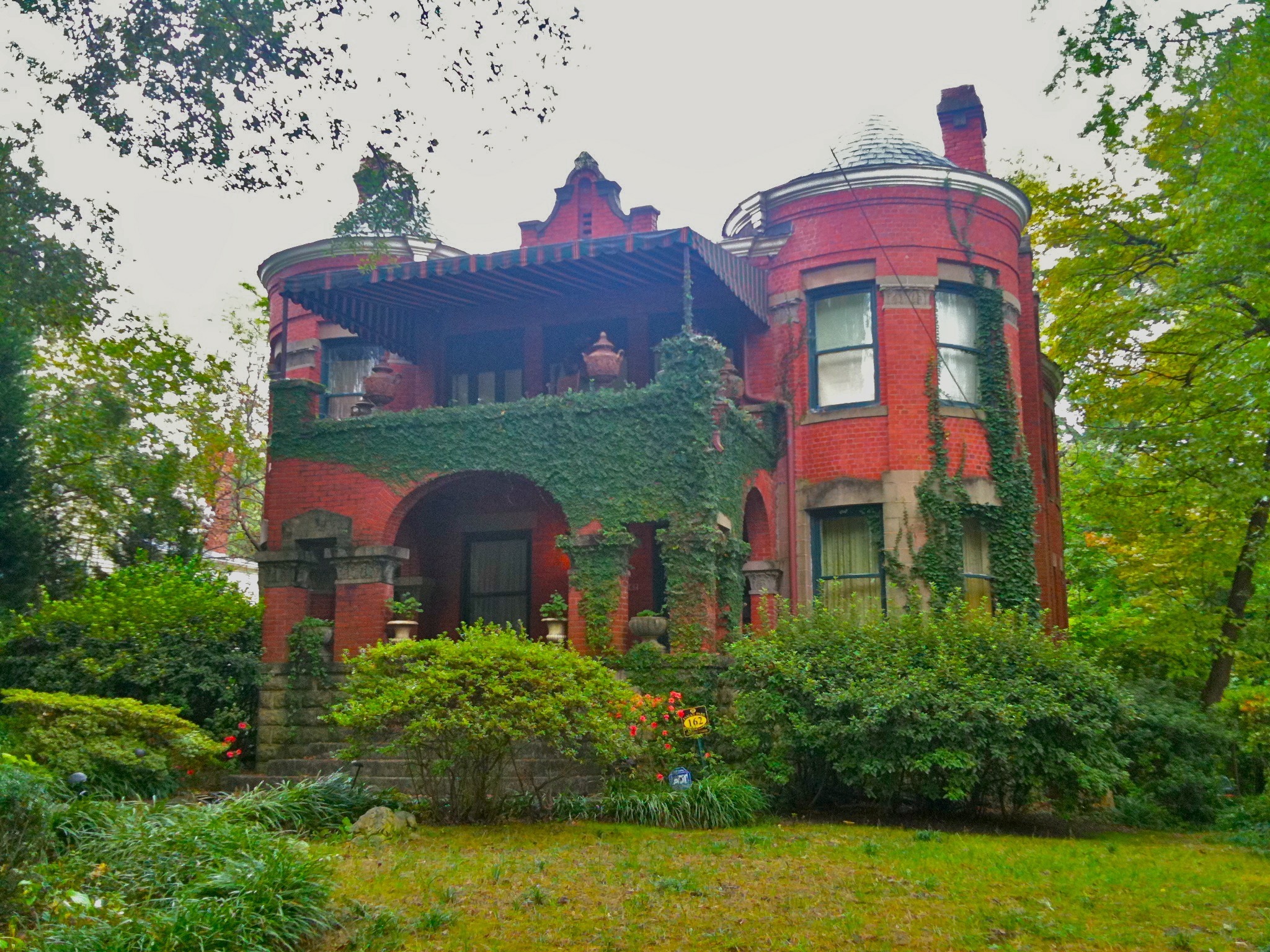
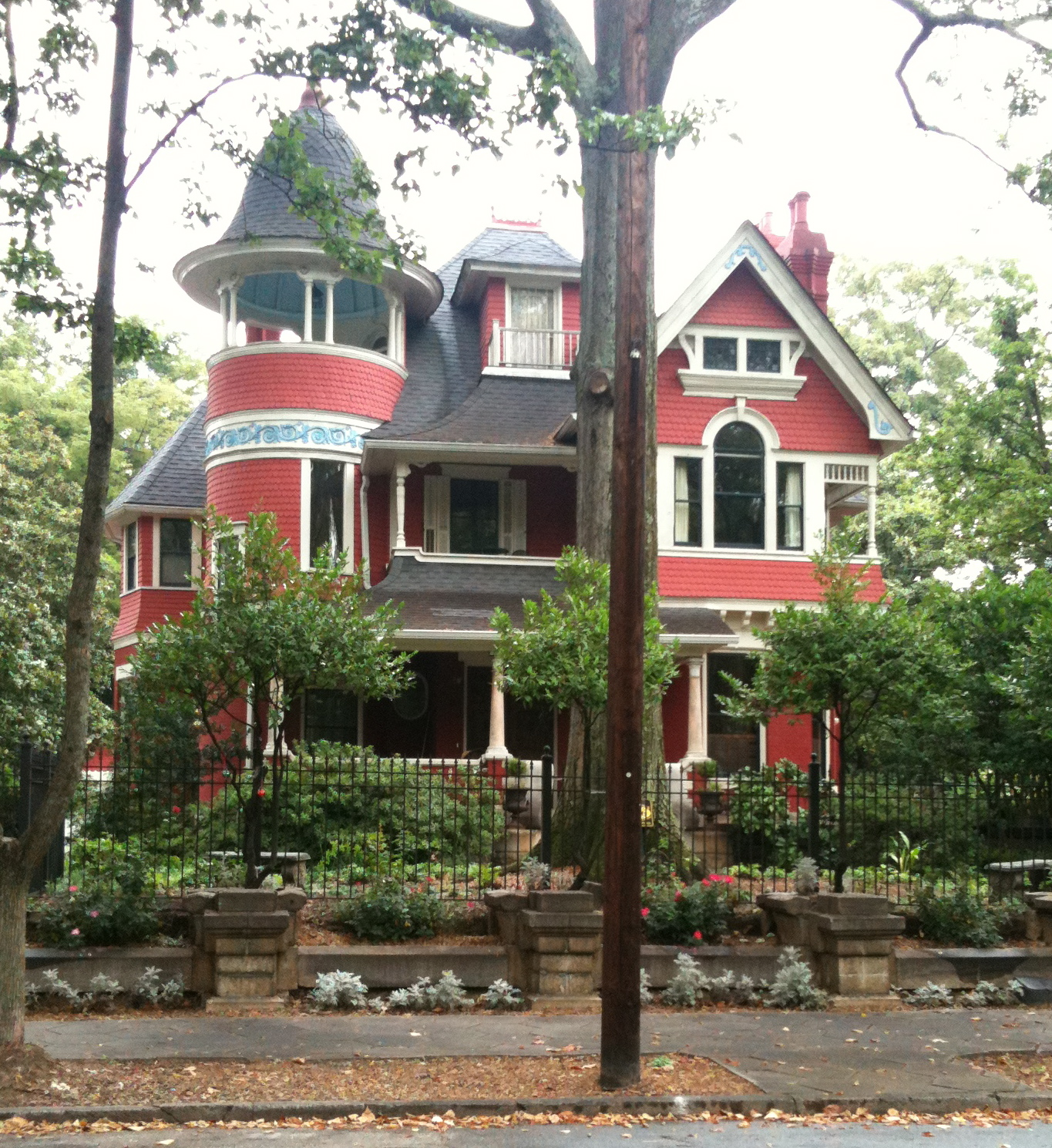
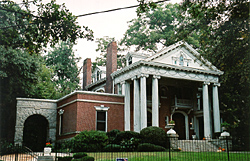
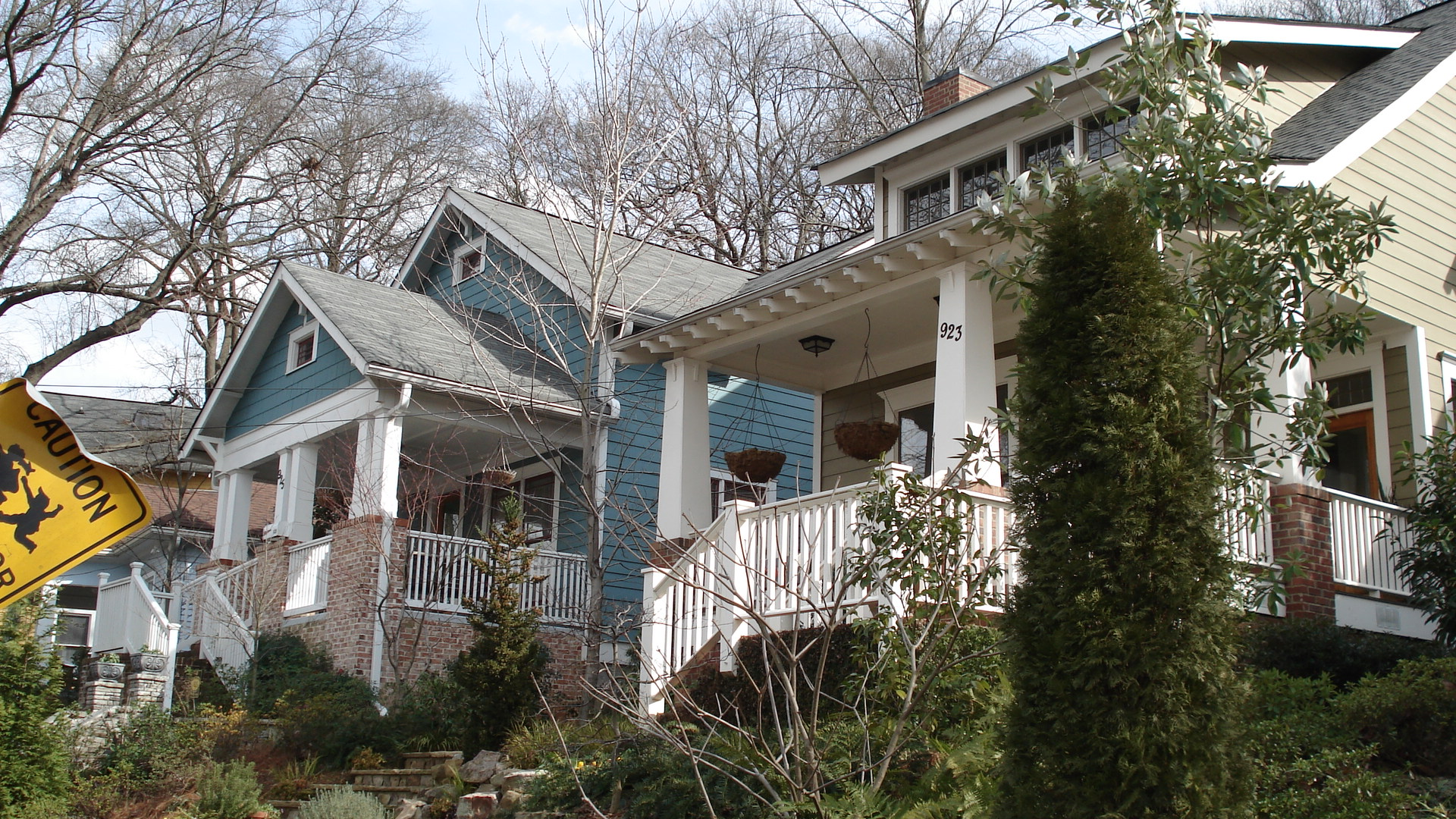
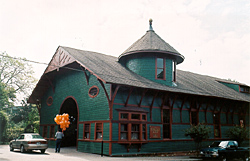
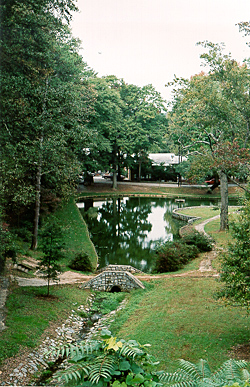
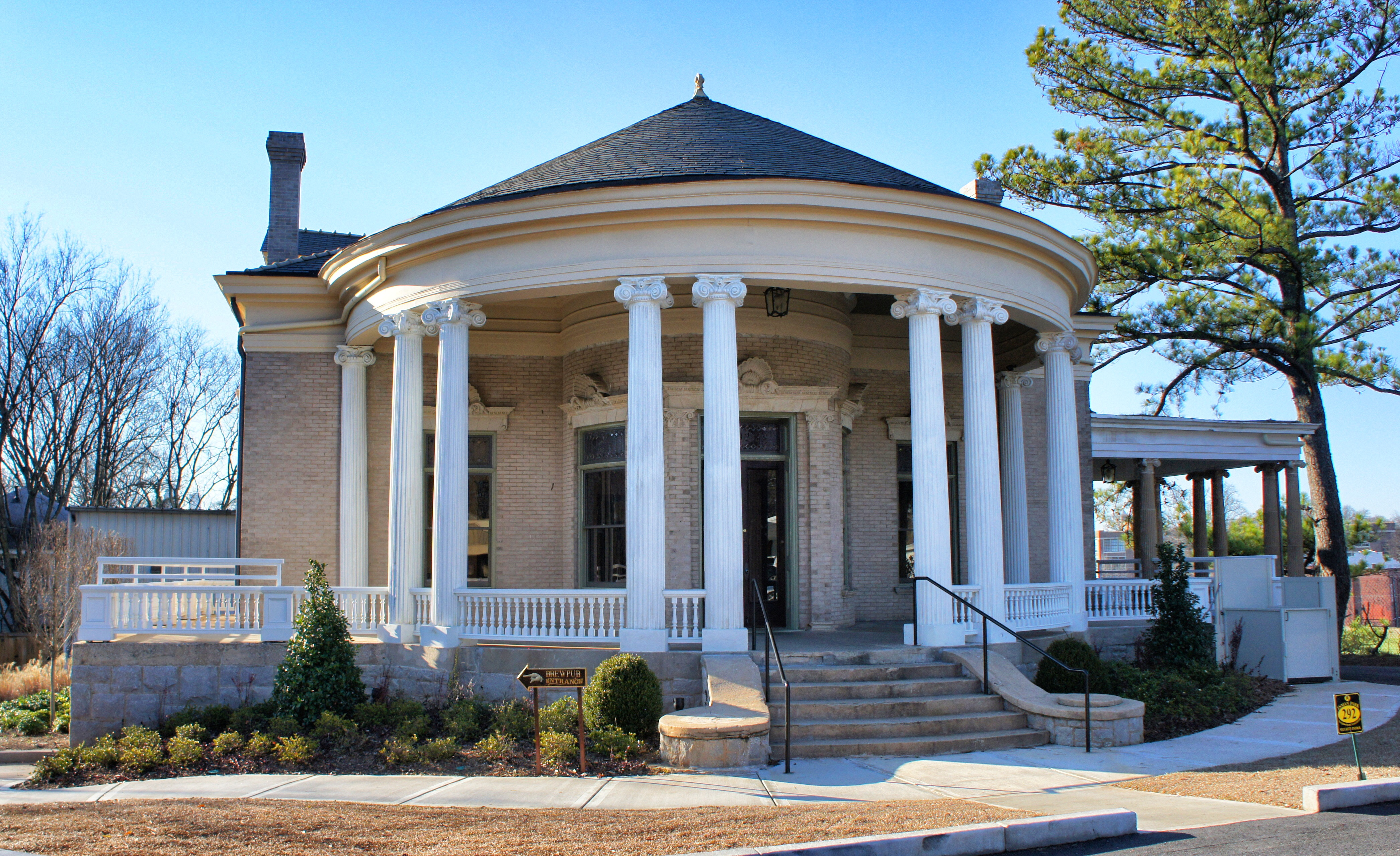

Inman Park có bộ sưu tập kiến trúc nhà ở tốt nhất Atlanta từ cuối thế kỷ 19 và đầu thế kỷ 20. Các phong cách bao gồm Queen Anne, phong cách Italianate và biệt thự Romanesque cũng như các biệt t nhỏ, súng ngắn và bánh xe. Inman Park là ví dụ đầu tiên của Atlanta về một khu vườn ngoại ô, với sự chú ý rất lớn đến bố trí đường phố, công viên và không gian công cộng khác, và sẽ truyền cảm hứng cho các khu ngoại ô khác của Atlanta như Druid Hills được Frederick Law Olmsted thiết kế.
Có hai quận lịch sử trong khu phố Inman Park: khu lịch sử Inman Park và Khu Lịch sử Inman Park-Moreland, ban đầu là khu ngoại ô riêng biệt của Công viên Moreland.

## Công viên
Công viên ở Inman Park bao gồm Springvale Park, một dự án thú cưng của Joel Hurt được thiết kế bởi anh em nhà Olmstead. Một phần của Freedom Park nằm trong khu phố, nơi giáp với đường mòn BeltLine. Ngoài ra còn có các công viên nhỏ hơn: Công viên Delta, Công viên Inman, công viên ở Làng Inman Park và Trung tâm Giải trí Bass.

## Chính phủ
Inman Park nằm trong NPU N. Khu phố này tham gia Hiệp hội Khu phố Inman Park (IPNA).

## Giáo dục
Cư dân Inman Park có nền giáo dục được phục vụ bởi các trường công lập Atlanta.
Các trường trong vùng bao gồm:  
- Trường Tiểu học Mary Lin (nằm trong Công Viên Candler gần đó)
- Trường trung học Inman
- Trường trung học Henry W. Grady

## Giao thông vận tải
Vận chuyển MARTA điều hành dịch vụ xe buýt và dịch vụ xe lửa. Trạm Inman Park / Reynoldstown MARTA nằm ở cuối phía nam của khu phố.